# Uranylhydroxid
Uranylhydroxid ist ein Hydroxid des Urans mit der chemischen Formel UO2(OH)2 in der monomeren und (UO2)2(OH)4 in der dimeren Form. Beide Isomere können im normalen wässrigen Medium existieren. Uranylhydroxidhydrat wird als ein gallertartiger Yellowcake aus oxidierten Uranlaugen bei etwa neutralem pH-Wert ausgefällt.

## Eigenschaften
Uranylhydroxid leitet sich wie die Uranate von der hypothetischen Uransäure ab, die sowohl als Base wie auch als Säure reagieren kann. Als Base werden die Uranyl-Verbindungen und als Säure die Uranate gebildet. Letztere sind jedoch nicht stabil und wandeln sich in die Di-uranate (U2O72−) um. Die entsprechenden Reaktionsgleichungen sind wie folgt:
{\displaystyle \mathrm {UO_{4}^{\,2-}+2\ H^{\,+}\rightleftharpoons \ UO_{2}(OH)_{2}\rightleftharpoons \ UO_{2}^{\,2+}+2\ OH^{\,-}} }
Auf Grund dieser Reaktionen können Uranate und Uranylsalze leicht in die jeweils andere Form umgewandelt werden.

## Modifikationen
Die Modifikationen wurden mit folgenden Eigenschaften beschrieben:
| Modifikation   | Farbe         | Raumgruppe                | Kristallsystem | Gitterkonstanten | Gitterkonstanten | Gitterkonstanten | Gitterkonstanten | Gitterkonstanten | Dichte /g·cm−3 |
| Modifikation   | Farbe         | Raumgruppe                | Kristallsystem | a /Å             | b /Å             | c /Å             | β /°             | Z                | Dichte /g·cm−3 |
| -------------- | ------------- | ------------------------- | -------------- | ---------------- | ---------------- | ---------------- | ---------------- | ---------------- | -------------- |
| α‐UO2(OH)2     | grünlich gelb | Cmce (Nr. 64)             | Orthorhombisch | 4,242            | 10,302           | 6,868            |                  | 4                | 6,73           |
| β‐UO2(OH)2     | gelb-grün     | Pbca (Nr. 61)             | Orthorhombisch | 5,6438           | 6,2867           | 9,9372           |                  | 4                | 5,73           |
| γ‐UO2(OH)2     | grau chamois  | P21/c (Nr. 14)            | Monoklin       | 6,419            | 5,518            | 5,561            | 112,77           | 2                | 5,56           |
| UO2(OH)2 · H2O | hellgelb      | Pbna (Nr. 60, Stellung 5) | Orthorhombisch | 13,977           | 16,696           | 14,672           |                  | 32               | 5              |

## Verwendung
Uranylhydroxid wurde früher in der Glas- und Keramikherstellung genutzt, um die Glasphasen einzufärben und Pigmente für das Hochtemperaturbrennen herzustellen. Durch Einleitung von alkalischen Diuranaten in Glas entsteht ein Gelbton im Glas und eine grüne Reflexion. Außerdem strahlt dieses Glas unter ultraviolettem Licht Kaltlicht ab und fluoresziert. Das Uranylhydroxid leitet Protonen, wenn es stetig stärker zusammengepresst wird und anschließend langsam wieder entspannt wird; und es findet Anwendung als Bauteil von Brennstoffzellen.

## Auswirkungen auf die Gesundheit
Uranylhydroxid schädigt das Erbgut, führt zu Fehlbildungen und ist radioaktiv; daher sollte es mit äußerster Vorsicht behandelt werden.